# 麦市镇 (临武县)
麦市乡，是中华人民共和国湖南省郴州市临武县下辖的一个乡镇级行政单位。

## 行政区划
麦市乡下辖以下地区：
麦市村、坪山村、琶溪村、下庄村、茶冲村、长庄村、上庄村、马渡村、五星村、联合村、上乔村、下乔村、乐园村、高峰村、竹山村、焦溪村、农丰村、独石村、清塘村、瓦石村和水源村。